# New Boston (Illinois)
New Boston és una ciutat dels Estats Units a l'estat d'Illinois. Segons el cens del 2000 tenia 632 habitants.

## Demografia
Segons el cens del 2000, New Boston tenia 632 habitants, 269 habitatges, i 177 famílies. La densitat de població era de 259,6 habitants/km².
Dels 269 habitatges en un 28,3% hi vivien nens de menys de 18 anys, en un 53,2% hi vivien parelles casades, en un 8,2% dones solteres, i en un 34,2% no eren unitats familiars. En el 29% dels habitatges hi vivien persones soles el 12,3% de les quals corresponia a persones de 65 anys o més que vivien soles. El nombre mitjà de persones vivint en cada habitatge era de 2,35 i el nombre mitjà de persones que vivien en cada família era de 2,92.
Per edats la població es repartia de la següent manera: un 23,1% tenia menys de 18 anys, un 9,3% entre 18 i 24, un 25,9% entre 25 i 44, un 24,5% de 45 a 60 i un 17,1% 65 anys o més.
L'edat mediana era de 40 anys. Per cada 100 dones de 18 o més anys hi havia 102,5 homes.
La renda mediana per habitatge era de 29.231 $ i la renda mediana per família de 36.875 $. Els homes tenien una renda mediana de 32.361 $ mentre que les dones 17.917 $. La renda per capita de la població era de 15.593 $. Aproximadament el 6,4% de les famílies i l'11,2% de la població estaven per davall del llindar de pobresa.

## Poblacions properes
El següent diagrama mostra les poblacions més properes.